# شهربراز جادویه
شهروراز جادویه یک افسر نظامی ساسانی از خاندان مهران بود. او با شهربراز اسپهبد دوره ساسانی در ارتباط و از یک خاندان بود. او در جنگ فتح اصفهان به دست اعراب به همراه فاذوسفان (پادوسپان) فرمانده سپاه اصفهان بودند و در جنگ با اعراب مسلمان شرکت داشتند؛ و در نهایت او در سنین پیری در جنگ فتح اصفهان در حالی که در حال دفاع از میهن و شهرش در برابر تازیان بود کشته شد و روانش به جهان دیگر رفت.